# Anas gracilis
Anas gracilis là một loài chim trong họ Vịt.